# Kochō (Nō)

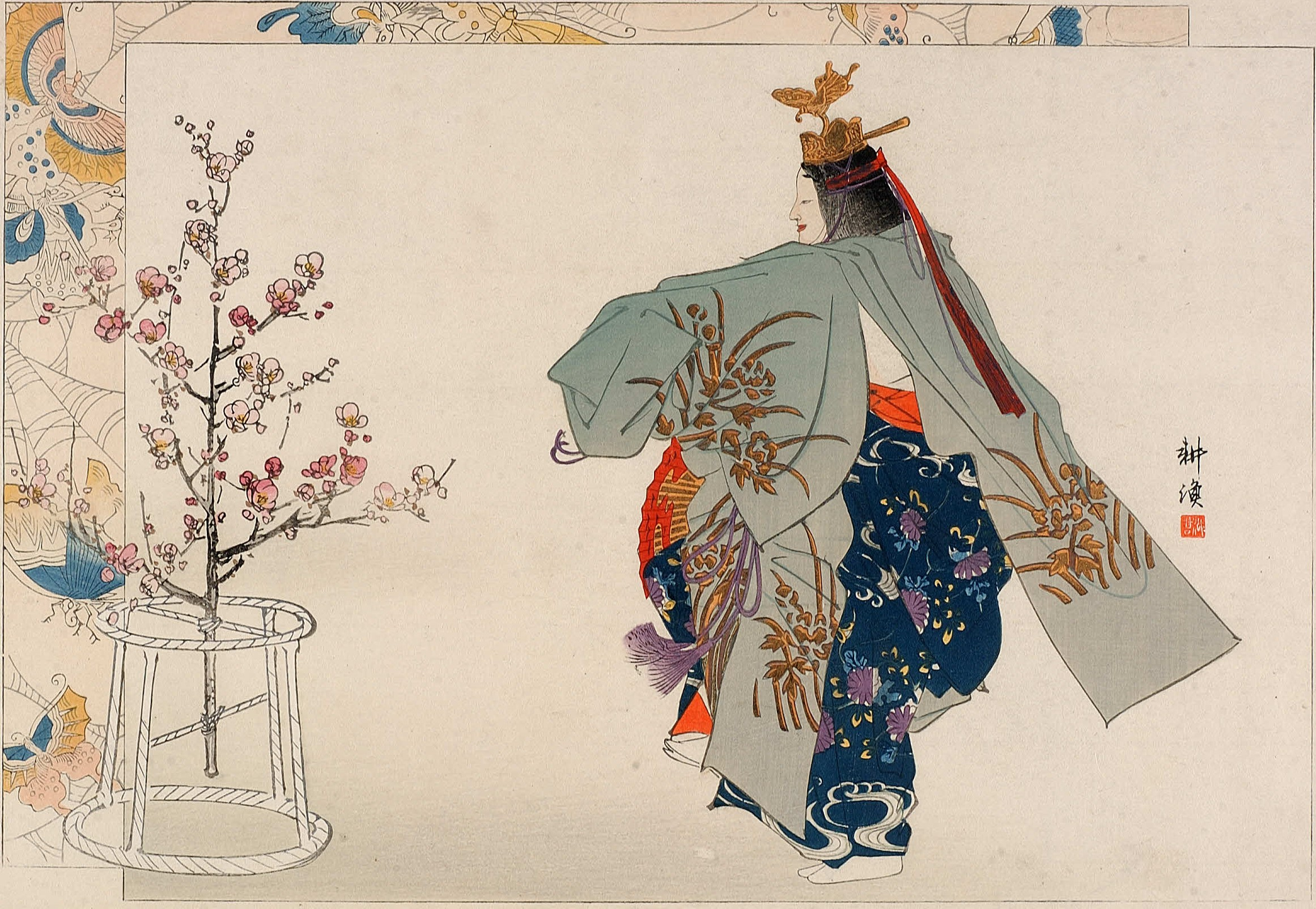
Szene aus dem Drama

Kochō (japanisch 古蝶) ist der Titel eines Nō-Dramas von Kanze Nobumitsu (1435–1516). Das Stück ist im Rahmen der Nō-Kategorie ein Drittspiel.

## Vorbemerkung
Das Stück spielt im Vorfrühling im Garten des Palastes Ichijō in Kyōto, in dem einst Prinz Genji, der Held des Genji Monogatari gelebt haben soll.
Es treten folgende Personen auf:
- Waki: Priester
- Wakitsure: zwei Mönche
- Shite I: Junge Frau
- Shite II: Schmetterlingsfee

## Handlung
1. Akt 
  1. Vorspiel. Ein Priester von Yoshino mit zwei Begleitern kommt zur Blütenhauptstadt (Kyōto), die er noch nie gesehen hat und die er nun besuchen will. Er sieht an den Stufen des alten Palastes Ichijō no Miya einen Pflaumenbaum herrlich blühen. Auftritt mit orchestralem Klang. Namen-, Weg- und Ankunftsnennung.
  2. Von einem Hause her, in dem niemand zu wohnen scheint, hat in der unkenntlichen Gestalt einer jungen Frau die Schmetterlingsfee. Frage und Antwort. Der Priester wundert sich, dass hier jemand aus dem Haus kommt, stellt sich vor, fragt dann, woher sie selbst sei. Sie antwortet ausweichend, dass sie sich nach Blumen sehne. Und hier besonders sei der Ort durch die Pflaumenblüte berühmt, nach der sie verlange … hier und dorthin treibe sie ihr Sehen … Wie eine Muscheltaucherin habe sie keinen festen Wohnsitz.
    1. Frage und Antwort. Der Priester drängt sie, noch genauer Auskunft über sich zu geben. Die junge Frau:  „Zu allen Blumen komme ich und spiele, nur zur Pflaumenblüte habe ich keinen Zugang. Als Schmetterling von Blüte zu Blüte fliege ich. Und Frühling, Sommer Herbst durchweb‘ ich fröhlich und bin aller Blüten Freund. Alleine im Winter, wenn die Pflaume blüht, darf ich mich ihr nicht nahen, darf ich nicht fröhlich sein.“ Chor: „Vormals in der Tang-Zeit des Zhuangzi, ward er nicht zum Schmetterling? Und wusste erwachend nicht, ob dieses Leben ein Traum, ob er nicht in Wahrheit ein Schmetterling sei … Der Mond geht auf ... wenn ihr zur Nacht hier ausharrt, erschein‘ ich Euch dem Träumenden, wahr, wie ich bin. – So spricht sie und entschwindet in den Abendhimmel, so wie ein Traum verlischt.“ – Zwischenspiel: Ai no katari.
2. Akt
  1. Wartegesang. Der Priester und Gefolge lesen, im Bauschatten harrend, die Lotus-Sutra zum Heil des Schmetterlings. Mit orchestralem Klang erscheint der Schmetterling. Chor: „Dank der Kraft der Lotus-Sutra frei Buddha geworden. Such von der winterlichen Pflaumenblüte nun nicht mehr getrennt, tanze ich frohlockend den Schmetterlingstanz.“ Mittlerer Tanz zur Trommel. Steigerung.
  2. „Bodhisattva des Tanzes und Sanges entschwebt er im erwachenden Morgen.“